# Helenesee
De Helenesee (Nederlands:Helenemeer) is een meer in de deelstaat Brandenburg, Duitsland. Het heeft een oppervlakte van ongeveer 250 hectare. Met een diepte van 56,63 meter is de Helenesee het tweede diepste meer in Brandenburg. Enkel het Stechlinmeer is dieper. De Helenesee bevindt zich ongeveer 8 kilometer ten zuiden van Frankfurt an der Oder. Het is ontstaan door het overstromen van een dagbouwgroeve, beginnende in 1958.